# Ereira (Montemor-o-Velho)
Ereira ist eine Ortschaft und Gemeinde in Portugal.

## Geografie
Der Ort ist 16 km von Figueira da Foz und 32 km von der Distrikthauptstadt Coimbra entfernt. Umgeben von verschiedenen Nebenarmen des Mondego, ist der Ort durch sein flaches, wasserdurchzogenes Umland mit einigen wenigen Hügeln gekennzeichnet. Charakteristisch sind die weiten Reisfelder.

## Geschichte
Die Spuren menschlicher Besiedlung reichen zurück bis in die Eisenzeit, wie sie am nahen Fundplatz Santa Olaia besonders gut belegt sind. Als Erariüm zu Zeiten römischer Besatzung bekannt, sind Belege über einzelne Funde hinaus spärlich, ebenso aus der Zeit der maurischen Besatzung. Erst mit der Reconquista und der Gründung des unabhängigen Königreichs Portugal lassen sich aufschlussreichere Dokumente zum Ort finden, der lange im umkämpften Grenzgebiet zu den zurückgedrängten Mauren lag. Die umliegenden fruchtbaren Böden erleichterten die Besiedlung zur Sicherung des 1064 endgültig eroberten Gebietes. Das Gebiet wechselte mehrmals seine kirchlichen Besitzer und war zeitweise Gegenstand von Streitereien unter ihnen.
Infolge der Liberalen Revolution in Portugal 1822 waren hier erstmals eine Vielzahl von privaten Eigentümern und Kleinbauern Landbesitzer geworden, und eine relative wirtschaftliche Blüte setzte ein.
Schon im Foral von König Manuel I., mit dem dieser 1513 die Stadtrechte von Montemor-o-Velho bestätigte, war bereits auch Ereira erwähnt worden, als Teil des Kreises (Concelho) Montemor. Ereira war seither Teil der Gemeinde (Freguesia) S.Martinho, bis es 1844 zur Gemeinde Verride kam. Am 31. Dezember 1984 hatte der Ort mit seinem jahrzehntelangen Bemühen, eine eigene Gemeinde zu bilden, und nicht weiter zu Verride zu gehören, Erfolg.

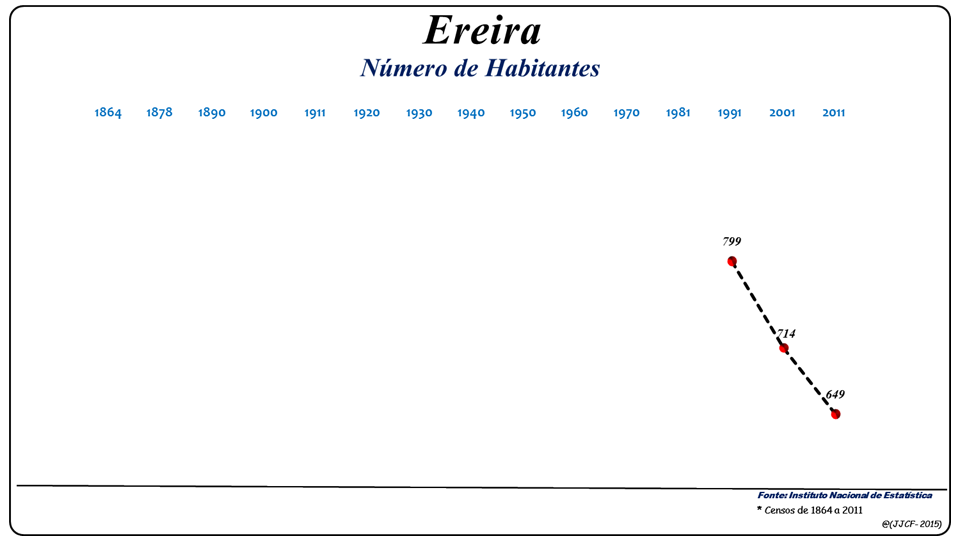
Bevölkerungsentwicklung der Gemeinde Ereira

## Verwaltung
Ereira ist Sitz einer gleichnamigen Gemeinde (Freguesia) im Kreis (Concelho) von Montemor-o-Velho, im Distrikt Coimbra. Sie hat 575 Einwohner auf einer Fläche von 7 km² (Stand 19. April 2021).
Die Gemeinde besteht nur aus der Ortschaft Ereira.

## Kultur, Sport und Sehenswürdigkeiten

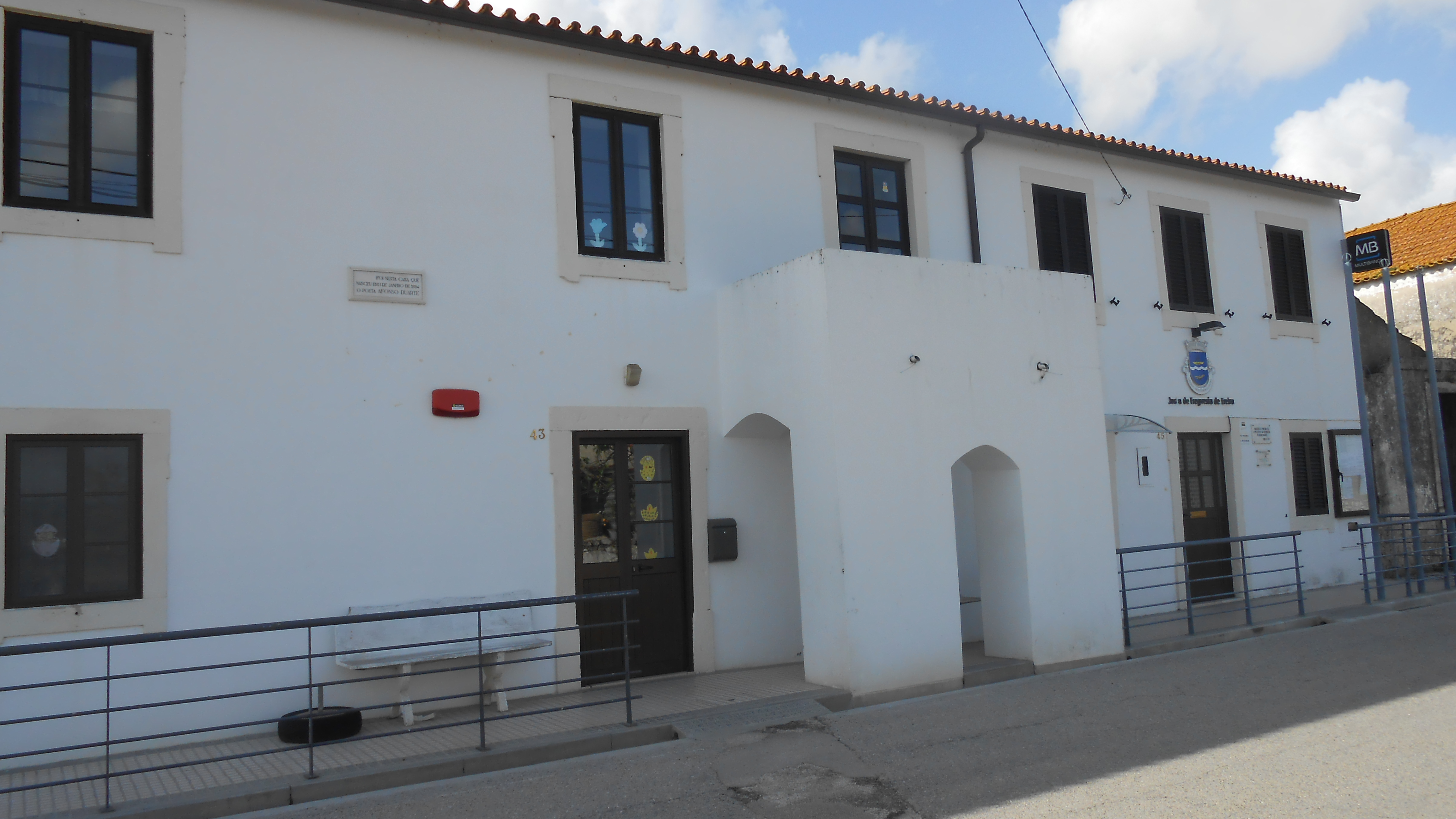
Das Geburtshaus Afonso Duartes mit dem Anbau der Gemeindeverwaltung (rechts)

Im renovierten Geburtshaus des Dichters Afonso Duarte ist heute ein kleines Museum mit Bibliothek eingerichtet, neben der direkt angebauten Gemeindeverwaltung (Junta de Freguesia) und an der Hauptstraße gelegen, die heute ebenfalls seinen Namen trägt.
Sehenswert, neben der Kirche Capela da Ereira, ist ein aus dem 16. Jahrhundert erhalten gebliebenes Haus, die Casa do Torreão, das in Privatbesitz ist und weiter genutzt wird, und daher nicht von innen zu besichtigen ist. Es war das Haus des französischen Architekten und Bildhauers Jean de Rouen (1510–1572), der hier João de Ruão genannt wurde, und vor allem in Coimbra wirkte, etwa an der Kirche Sé Velha oder dem Kloster Santa Clara.

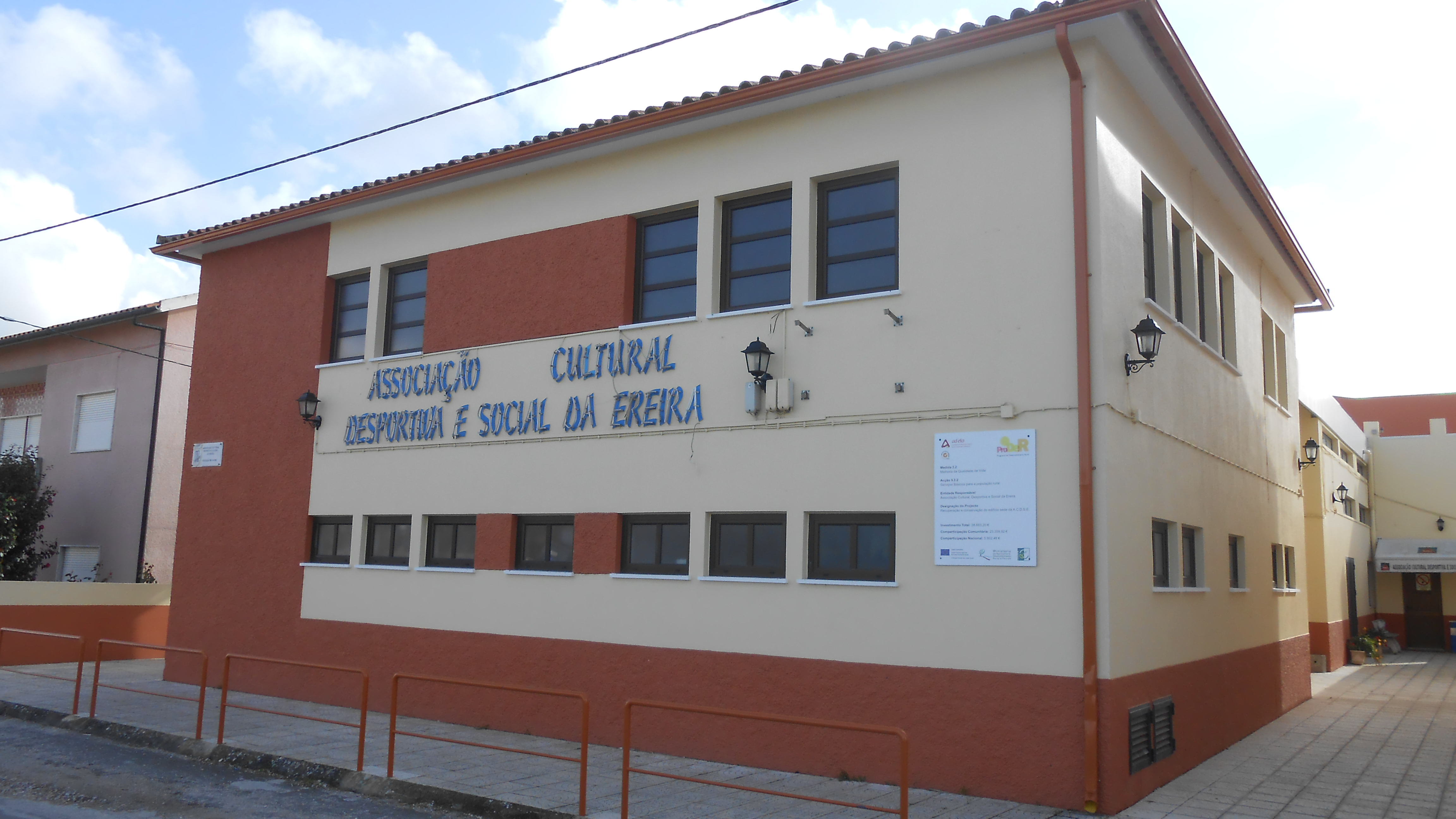
Die Associação Cultural, Desportiva e Social da Ereira

Die Associação Cultural, Desportiva e Social da Ereira (dt.: Verein für Kultur, Sport und Soziales von Ereira) ist der wesentliche Motor für die kulturellen Aktivitäten im Ort. Ihre 1932 gegründete Volkstanzgruppe Grupo Folclórico da Ereira trat bereits mehrmals im Ausland auf, insbesondere in Frankreich und Spanien.
Der Fußballverein Grupo Desportivo da Ereira führt verschiedene Fußball- und Futsal-Mannschaften, eine Fußballschule, und einen Fußballplatz am Ort. Die Gemeindeverwaltung unterhält eine Mehrzweck-Sporthalle und einen kleinen Freizeitpark mit Spielgeräten und Bademöglichkeiten an einem See am Ort.
Seit 1995 findet hier im März das jährliche Festival da Lampreia statt, dem Fest der Neunaugen. Dabei wird nicht nur der vor Ort gefangene Fisch gegessen, traditionell mit Reis aus der Region serviert, sondern auch Folkloretanz und Brauchtum in Trachten dargeboten.
Am zweiten Sonntag im August findet alljährlich das Fest der Schutzpatronin Nª Sr.ª do Rosário (dt.: Unsere Liebe Frau vom Rosenkranz) statt.

## Wirtschaft
Fischfang und Landwirtschaft, insbesondere Reisanbau, sind bis heute die wesentlichen wirtschaftlichen Motoren am Ort. Etwas Einzelhandel und Gastronomie sind neben der Gemeindeverwaltung weitere Faktoren. Ein bedeutender Teil der Einwohner bestreitet seinen Lebensunterhalt mit Erwerbstätigkeiten in den umliegenden Städten (Coimbra, Figueira da Foz, Montemor-o-Velho).

## Verkehr
Der Ort liegt unweit der Autobahn A14 (Abfahrt Montemor-o-Velho), und des Haltepunktes Verride der Eisenbahnstrecke Ramal de Alfarelos, als Verbindung von Coimbra nach Figueira da Foz.

## Persönlichkeiten
Der Schriftsteller Afonso Duarte (1884–1958) wurde hier geboren.
Der aus dem französischen Rouen stammende Architekt Jean de Rouen (1500–1580), in Portugal als João de Ruão bekannt, lebte hier eine Zeit.